# Bezdany (stacja kolejowa)
Bezdany (lit. Bezdonys, ros. Бяздонис) – stacja kolejowa w miejscowości Bezdany, w rejonie wileńskim, na Litwie. Leży na linii dawnej Kolei Warszawsko-Petersburskiej.
Stacja powstała w XIX w. pomiędzy stacją Wilejka a przystankiem Drużyle. 13 września?/26 września 1908 na stacji grupa bojowa Polskiej Partii Socjalistycznej pod dowództwem Józefa Piłsudskiego przeprowadziła napad rabunkowy na rosyjski pociąg. W akcji uczestniczyło czterech przyszłych premierów RP (Józef Piłsudski, Walery Sławek, Aleksander Prystor i Tomasz Arciszewski).
W dwudziestoleciu międzywojennym stacja leżała w Polsce.